# Monoon hookerianum
Monoon hookerianum là một loài thực vật thuộc họ Annonaceae. Loài này được George King mô tả lần đầu tiên năm 1892 dưới danh pháp Polyalthia hookeriana. Năm 2012, Bine Xue et al. chuyển nó sang chi Monoon.

## Phân bố
Loài này có ở Malaysia và Singapore.